# Mistrovství světa ve fotbale 2014 – skupina A
Skupina A Mistrovství světa ve fotbale 2014 byla jednou z osmi základních skupin tohoto šampionátu. Nalosovány do ní byly celky Brazílie, Chorvatska, Mexika a Kamerunu.
Utkání mezi Brazílií a Chorvatskem zahájilo celý šampionát. V průběhu mistrovství vzniklo podezření, že hráči Kamerunu (který skončil ve skupině poslední s bilancí tří proher a skóre 1:9) nekale ovlivňovali své zápasy.

## Týmy
| Pozice při losu (nasazení) | Tým        | Kvalifikován jako                           | Datum zajištění účasti | Pořadí účasti na MS | Poslední účast | Nejlepší umístění                       | Žebříček FIFA | Žebříček FIFA |
| Pozice při losu (nasazení) | Tým        | Kvalifikován jako                           | Datum zajištění účasti | Pořadí účasti na MS | Poslední účast | Nejlepší umístění                       | Říjen 2013    | Červen 2014   |
| -------------------------- | ---------- | ------------------------------------------- | ---------------------- | ------------------- | -------------- | --------------------------------------- | ------------- | ------------- |
| A1                         | Brazílie   | Hostitelská země                            | 30. října 2007         | 20.                 | 2010           | Vítězové (1958, 1962, 1970, 1994, 2002) | 11.           | 3.            |
| A2                         | Chorvatsko | vítěz baráže UEFA                           | 19. listopadu 2013     | 4.                  | 2006           | 3. místo (1998)                         | 18.           | 18.           |
| A3                         | Mexiko     | vítěz mezikontinentální baráže CONCACAF/OFC | 20. listopadu 2013     | 15.                 | 2010           | Čtvrtfinále (1970, 1986)                | 24.           | 20.           |
| A4                         | Kamerun    | vítěz baráže CAF                            | 17. listopadu 2013     | 7.                  | 2010           | Čtvrtfinále (1990)                      | 59.           | 56.           |

Poznámka: Žebříček z října 2013 byl použit pro určení nasazení při konečném pořadí losování skupin na Mistrovství světa. Žebříček z června 2014 ukazuje aktuální pořadí mužstva ve světovém žebříčku FIFA.

## Tabulka
| Legenda                                                  |
| -------------------------------------------------------- |
| Vítěz skupiny a druhý v pořadí postupující do osmifinále |

| Tým        | Z | V | R | P | VG | IG | +/− | B |
| ---------- | - | - | - | - | -- | -- | --- | - |
| Brazílie   | 3 | 2 | 1 | 0 | 7  | 2  | +5  | 7 |
| Mexiko     | 3 | 2 | 1 | 0 | 4  | 1  | +3  | 7 |
| Chorvatsko | 3 | 1 | 0 | 2 | 6  | 6  | 0   | 3 |
| Kamerun    | 3 | 0 | 0 | 3 | 1  | 9  | −8  | 0 |

Všechny časy zápasů jsou v SELČ.

## Zápasy

### Brazílie vs Chorvatsko
Oba týmy se spolu utkaly v předchozích dvou zápasech, naposledy v základní skupině Mistrovství světa ve fotbale 2006, kdy Brazílie vyhrála 1:0. Chorvatský útočník Mario Mandžukić byl suspendován na toto utkání, poté, co v barážovém zápase proti Islandu tvrdě fauloval Jóhanna Berga Guðmundssona.
Při nástupu na stadión v São Paulu bylo z brazilského mužstva znát, že jsou na toto utkání strašně moc motivovaní a to se potvrdilo i při hymně, když se některým hráčům objevily slzy v očích. Paradoxně jim, ale tahle přehnaná motivace mohla na začátku utkání ublížit. Hned první vážnější situací se prezentoval chorvatský kanonýr Ivica Olić, který po centru spoluhráče Ivana Perišiće hlavičkoval těsně mimo branku. Tahle situace Chorvaty moc mrzet nemusela, protože v 11. minutě, po Olićovém přízemním centru si míč za vlastního brankáře srazil brazilský obránce Marcelo. Vyrovnat se Brazilcům, ale povedlo ještě do konce poločasu, a to když ve 29. minutě po Oscarově přihrávce vypálil z 23 metrů přesně k tyči Neymar. V druhém poločasu se už Brazilci ujali vedení, když po pádu Freda v šestnáctce nařídil japonský rozhodčí Júiči Nišimura pokutový kop, který v 71. minutě proměnil opět Neymar a Brazílie tak vedla 2:1. V nastaveném čase ještě zpečetil vítězství Oscar, který po přihrávce od svého spoluhráče z Chelsea Ramirese vypálil z 20 metrů a trefil bodlem přesně k tyči.
Po zápase se mezi veřejností ztrhla velká debata nad nařízenou penaltou pro Brazílii. Útočník Fred ucítil lehký dotek chorvatského obránce Dejana Lovrena a jako podťatý se skácel k zemi. Japonský rozhodčí nejspíše podlehl tlaku domácího publika, nařídil penaltu a Chorvatovi dal ještě žlutou kartu. Z následující penalty se Brazilci ujali vedení a zřejmě tak rozhodli celý zápas. Po zápase se Nišimury zastal i Šéf komise rozhodčích FIFA Massimo Busacca, který na adresu sudího prohlásil: „Rozhodčí měl velmi dobrou pozici a souboj dobře viděl. Byl tam kontakt. Kdyby hráč soupeře nedržel, tak teď nemáme o čem diskutovat. Nejprve na něj sáhl jednou rukou a pak i druhou.“ Opačného názoru však byl chorvatský trenér Niko Kovač: „Jestli tohle byla penalta, tak už nehrajeme fotbal, ale basketbal. V takovém případě musí být na šampionátu odpískáno tak sto penalt,“ prohlásil po utkání rozčílený kouč.
Zápas byl pozoruhodný pro řadu průkopnických událostí ve fotbalu. Jednalo se o první mistrovství světa v historii, na kterém padl vlastní gól (který byl také vůbec prvním vlastním gólem Brazílie na světových šampionátech) jako vůbec první branka na celém turnaji. Jako vůbec první viděl tento zápas dvě novinky, které FIFA zavedla a to využití speciálního spreje pro označení přímého volného kopu z místa a brankové technologie, které určuje překročení míče za brankovou čáru celým objemem.
| 12. června 2014 22:00              |        |                   |                                                                       |
| Brazílie                           | 3 : 1  | Chorvatsko        | Arena de São Paulo, São Paulo diváci: 62 103 rozhodčí: Júiči Nišimura |
| Neymar 29', 71' (pen.) Oscar 90+1' | Zpráva | Marcelo 11' (vl.) | Arena de São Paulo, São Paulo diváci: 62 103 rozhodčí: Júiči Nišimura |

| Brazílie | Chorvatsko |

| BR                  | 12 | Júlio César      |     |     |
| PO                  | 2  | Daniel Alves     |     |     |
| SO                  | 3  | Thiago Silva (c) |     |     |
| SO                  | 4  | David Luiz       |     |     |
| LO                  | 6  | Marcelo          |     |     |
| DZ                  | 8  | Paulinho         |     | 63' |
| DZ                  | 17 | Luiz Gustavo     | 88' |     |
| PK                  | 7  | Hulk             |     | 68' |
| ÚZ                  | 11 | Oscar            |     |     |
| LK                  | 10 | Neymar           | 27' | 88' |
| SÚ                  | 9  | Fred             |     |     |
| Nahrazující:        |    |                  |     |     |
| ZÁ                  | 18 | Hernanes         |     | 63' |
| ZÁ                  | 20 | Bernard          |     | 68' |
| ZÁ                  | 16 | Ramires          |     | 88' |
| Trenér:             |    |                  |     |     |
| Luiz Felipe Scolari |    |                  |     |     |

| BR           | 1  | Stipe Pletikosa  |     |     |
| PO           | 11 | Darijo Srna (c)  |     |     |
| SO           | 5  | Vedran Ćorluka   | 65' |     |
| SO           | 6  | Dejan Lovren     | 69' |     |
| LO           | 2  | Šime Vrsaljko    |     |     |
| SZ           | 10 | Luka Modrić      |     |     |
| SZ           | 7  | Ivan Rakitić     |     |     |
| PK           | 4  | Ivan Perišić     |     |     |
| ÚZ           | 20 | Mateo Kovačić    |     | 61' |
| LK           | 18 | Ivica Olić       |     |     |
| SÚ           | 9  | Nikica Jelavić   |     | 78' |
| Nahrazující: |    |                  |     |     |
| ZÁ           | 14 | Marcelo Brozović |     | 61' |
| ÚT           | 16 | Ante Rebić       |     | 78' |
|              |    |                  |     |     |
| Trenér:      |    |                  |     |     |
| Niko Kovač   |    |                  |     |     |

| Muž zápasu: Neymar Asistenti rozhodčího: Toru Sagara Tošijuki Nagi Čtvrtý rozhodčí: Alireza Faghani Pátý rozhodčí: Hassan Kamranifar |

### Mexiko vs Kamerun
Oba týmy se naposledy utkaly v přátelském utkání v roce 1993, kdy Mexiko vyhrálo 1:0.
Celé utkání provázel vydatný déšť, se kterým se nakonec lépe dokázali vyrovnat Mexičané. Utkání opět provázeli chyby rozhodčích, jako tomu bylo i v zápase Brazílie s Chorvatskem. Sudí totiž ošidili v prvním poločase o dva góly mexického útočníka Giovani dos Santose, protože opakované záznamy ukázaly, že se Mexičan v obou případech nedopustil žádných ofsajdových přestupků. V prvním případě po centru Héctora Herrery zpracovával míč, ještě před ofsajdovou linií a v tom druhém po rohovém kopu uklidil míč do prázdné brány po teči jednoho z Kamerunců, tudíž se tam o žádném ofsajdu nedalo ani spekulovat. Ve druhé půli, ale Mexičané rozhodli duel ve svůj prospěch, když jediný gól utkání vstřelil v 61. minutě Oribe Peralta, který po střele dos Santose dorazil odražený míč do sítě.
Mexický kapitán Rafael Márquez se zapsal do historie tím, že jako vůbec první hráč vedl své národní mužstvo jako kapitán na čtyřech různých světových šampionátech.
| 13. června 2014 18:00 |        |         |                                                               |
| Mexiko                | 1 : 0  | Kamerun | Arena das Dunas, Natal diváci: 39 216 rozhodčí: Wilmar Roldán |
| Peralta 61'           | Zpráva |         | Arena das Dunas, Natal diváci: 39 216 rozhodčí: Wilmar Roldán |

| Mexiko | Kamerun |

| BR             | 13 | Guillermo Ochoa     |     |       |
| SO             | 2  | Francisco Rodríguez |     |       |
| SO             | 4  | Rafael Márquez (c)  |     |       |
| SO             | 15 | Héctor Moreno       | 57' |       |
| PKO            | 22 | Paul Aguilar        |     |       |
| LKO            | 7  | Miguel Layún        |     |       |
| DZ             | 23 | José Juan Vázquez   |     |       |
| SZ             | 6  | Héctor Herrera      |     | 90+1' |
| SZ             | 18 | Andrés Guardado     |     | 69'   |
| DÚ             | 10 | Giovani dos Santos  |     |       |
| SÚ             | 19 | Oribe Peralta       |     | 74'   |
| Nahrazující:   |    |                     |     |       |
| ZÁ             | 8  | Marco Fabián        |     | 69'   |
| ÚT             | 14 | Javier Hernández    |     | 74'   |
| OB             | 3  | Carlos Salcido      |     | 90+1' |
| Trenér:        |    |                     |     |       |
| Miguel Herrera |    |                     |     |       |

| BR           | 16 | Charles Itandje          |     |     |
| PO           | 4  | Cédric Djeugoué          |     | 46' |
| SO           | 3  | Nicolas N'Koulou         |     |     |
| SO           | 14 | Aurélien Chedjou         |     |     |
| LO           | 2  | Benoît Assou-Ekotto      |     |     |
| DZ           | 6  | Alexandre Song           |     | 79' |
| PZ           | 17 | Stéphane Mbia            |     |     |
| LZ           | 18 | Eyong Enoh               |     |     |
| ÚZ           | 8  | Benjamin Moukandjo       |     |     |
| ÚZ           | 13 | Eric Maxim Choupo-Moting |     |     |
| SÚ           | 9  | Samuel Eto'o (c)         |     |     |
| Nahrazující: |    |                          |     |     |
| OB           | 5  | Dany Nounkeu             | 77' | 46' |
| ÚT           | 15 | Pierre Webó              |     | 79' |
|              |    |                          |     |     |
| Trenér:      |    |                          |     |     |
| Volker Finke |    |                          |     |     |

| Muž zápasu: Giovani dos Santos Asistenti rozhodčího: Humberto Clavijo Eduardo Díaz Čtvrtý rozhodčí: Norbert Hauata Pátý rozhodčí: Aden Marwa Range |

### Brazílie vs Mexiko
Oba týmy se spolu utkaly už ve 38 zápasech, včetně tří základních skupin na Mistrovství světa, všechny tyto zápasy zvládla lépe Brazílie (1950: 4:0; 1954: 5:0; 1962: 2:0). Naposledy se střetly v základní skupině Konfederačního poháru FIFA 2013, kdy Brazílie brankami Neymara a Jôa vyhrála 2:0.
V duelu, ve kterém se výhrou mohl jeden z týmů kvalifikovat do vyřazovacích bojů se stal hlavní hvězdou mexický brankář Guillermo Ochoa, který předvedl šest úspěšných zákroků a z toho čtyři byly vynikající. Nejprve zneškodnil hlavičku Neymara, poté Paulinhovu střelu zblízka po přímém volném kopu, další pokus Neymara a z halfvoleje i nebezpečnou hlavičku brazilského kapitána Thiaga Silvy. Po utkání mexický brankář prohlásil: „Byl to můj životní zápas, nemůžu uvěřit, že se mi něco takového povedlo na mistrovství světa a před tolika fanoušky.“
V utkání se pak už nic závratného nestalo a vůbec poprvé od mistrovství světa ve fotbale 1970 remizoval hostitelský tým ve skupinové fázi turnaje výsledkem 0:0. Mexiko se stalo vůbec první zemí na Mistrovství světa, kromě týmů z konfederací UEFY a CONMEBOLU, která získala v duelu s Brazílii alespoň bod.
| 17. června 2014 21:00 |        |        |                                                                   |
| Brazílie              | 0 : 0  | Mexiko | Estádio Castelão, Fortaleza diváci: 60 342 rozhodčí: Cüneyt Çakır |
|                       | Zpráva |        | Estádio Castelão, Fortaleza diváci: 60 342 rozhodčí: Cüneyt Çakır |

| Brazílie | Mexiko |

| BR                  | 12 | Júlio César      |     |     |
| PO                  | 2  | Daniel Alves     |     |     |
| SO                  | 3  | Thiago Silva (c) | 79' |     |
| SO                  | 4  | David Luiz       |     |     |
| LO                  | 6  | Marcelo          |     |     |
| DZ                  | 8  | Paulinho         |     |     |
| DZ                  | 17 | Luiz Gustavo     |     |     |
| SZ                  | 11 | Oscar            |     | 84' |
| PK                  | 16 | Ramires          | 45' | 46' |
| LK                  | 10 | Neymar           |     |     |
| SÚ                  | 9  | Fred             |     | 68' |
| Nahrazující:        |    |                  |     |     |
| ZÁ                  | 20 | Bernard          |     | 46' |
| ÚT                  | 21 | Jô               |     | 68' |
| ZÁ                  | 19 | Willian          |     | 84' |
| Trenér:             |    |                  |     |     |
| Luiz Felipe Scolari |    |                  |     |     |

| BR             | 13 | Guillermo Ochoa     |     |     |
| SO             | 2  | Francisco Rodríguez |     |     |
| SO             | 4  | Rafael Márquez (c)  |     |     |
| SO             | 15 | Héctor Moreno       |     |     |
| PKO            | 22 | Paul Aguilar        | 59' |     |
| LKO            | 7  | Miguel Layún        |     |     |
| DZ             | 23 | José Juan Vázquez   | 62' |     |
| SZ             | 6  | Héctor Herrera      |     | 76' |
| SZ             | 18 | Andrés Guardado     |     |     |
| DÚ             | 10 | Giovani dos Santos  |     | 84' |
| SÚ             | 19 | Oribe Peralta       |     | 74' |
| Nahrazující:   |    |                     |     |     |
| ÚT             | 14 | Javier Hernández    |     | 74' |
| ZÁ             | 8  | Marco Fabián        |     | 76' |
| ÚT             | 9  | Raúl Jiménez        |     | 84' |
| Trenér:        |    |                     |     |     |
| Miguel Herrera |    |                     |     |     |

| Muž zápasu: Guillermo Ochoa Asistenti rozhodčího: Bahattin Duran Tarik Ongun Čtvrtý rozhodčí: Svein Oddvar Moen Pátý rozhodčí: Kim Haglund |

### Kamerun vs Chorvatsko
Oba týmy se ještě nikdy neutkaly. Po karetním trestu z evropské baráže nastoupil v dresu Chorvatů poprvé na šampionátu Mario Mandžukić a hned se prezentoval 2 góly. Kamerun byl po této prohře jistý nepostupující.
V utkání, kde jeden z týmů potřeboval alespoň bod, aby měl ještě šanci na udržení se v turnaji, otevřelo Chorvatsko skóre zápasu, když v 11. minutě po pasu Ivana Perišiće skóroval zblízka Ivica Olić. O pár minut později už Chorvati mohli vést 2:0, když se po rohu dostal k míči úplně volný Perišić, který ale trefil pouze dobře postaveného brankáře Charlese Itandjea. Těsně před koncem poločasu byl po faulu loktem zezadu na běžícího Maria Mandžukiće vyloučen Alexandre Song a Kamerun tak do konce zápasu musel hrál pouze v 10 lidech. Na 2:0 upravilo Chorvatsko v 48. minutě, kdy brankář Itandjea odkopl míč přímo na kopačku Perišiće, který ho na polovině hřiště zpracoval a velkým sólem zvýšil vedení svého týmu. Pak přišli chvíle Maria Mandžukiće, který se po karetním trestu vrátil do sestavy Chorvatska. První gól vstřelil v 61. minutě hlavičkou po rohu od Danijela Pranjiće a druhý o 12 minut později, kdy se mu po ráně od střídajícího Eduarda odrazil míč od brankáře přímo na kopačky a následná dorážka už pro něj nebyla problém. Tímto výsledkem Kamerun na turnaji skončil, naopak Chorvatsko se v přímém souboji utkalo s Mexikem o postup.
Nepříjemný incident se stal těsně před koncem utkání. Běžela 89. minuta, když se kamerunský hráč Benjamin Moukandjo dostal k odraženému míči a několika kličkami pokazil akci Kamerunu a ztratil míč. Tenhle moment zřejmě natolik vytočil obránce Assou-Ekotta, který si přišel vyříkat pár slov s Moukandjem a následně ho udeřil hlavičkou. Trenér Kamerunců Volker Finke kroutil nad tímto incidentem jen hlavou a uvedl: „Je to prostě nepředstavitelné. Viděl jsem, co se stalo a teď musím zjistit, proč k tomu došlo. Proč právě tito dva hráči takhle vybouchli.“
Ivica Olić se stal druhým hráčem po Dánu Michaelu Laudrupovi, který měl mezi brankami na mistrovství světa 12letou pauzu a to když dokázal naposledy skórovat na MS v roce 2002 v zápase základní skupiny s Itálii. Mario Mandžukić se stal prvním chorvatským hráčem, který po suspendování skóroval na světovém šampionátu. Výsledek 4:0 byl největším vítězstvím Chorvatska na Mistrovství světa. V průběhu šampionátu se objevily informace, které nasvědčovaly tomu, že zápas byl zmanipulovaný. Nahrával tomu i těžko pochopitelný faul Songa v prvním poločase.
| 18. června 2014 24:00 |        |                                         |                                                                  |
| Kamerun               | 0 : 4  | Chorvatsko                              | Arena da Amazônia, Manaus diváci: 39 982 rozhodčí: Pedro Proença |
|                       | Zpráva | Olić 11' Perišić 48' Mandžukić 61', 73' | Arena da Amazônia, Manaus diváci: 39 982 rozhodčí: Pedro Proença |

| Kamerun | Chorvatsko |

| BR           | 16 | Charles Itandje          |     |     |
| PO           | 17 | Stéphane Mbia            |     |     |
| SO           | 14 | Aurélien Chedjou         |     | 46' |
| SO           | 3  | Nicolas N'Koulou (c)     |     |     |
| LO           | 2  | Benoît Assou-Ekotto      |     |     |
| DZ           | 21 | Joël Matip               |     |     |
| SZ           | 6  | Alexandre Song           | 40' |     |
| SZ           | 18 | Eyong Enoh               |     |     |
| PK           | 13 | Eric Maxim Choupo-Moting |     | 75' |
| LK           | 8  | Benjamin Moukandjo       |     |     |
| SÚ           | 10 | Vincent Aboubakar        |     | 70' |
| Nahrazující: |    |                          |     |     |
| OB           | 5  | Dany Nounkeu             |     | 46' |
| ÚT           | 15 | Pierre Webó              |     | 70' |
| ZÁ           | 20 | Edgar Salli              |     | 75' |
| Trenér:      |    |                          |     |     |
| Volker Finke |    |                          |     |     |

| BR           | 1  | Stipe Pletikosa |     |     |
| PO           | 11 | Darijo Srna (c) |     |     |
| SO           | 5  | Vedran Ćorluka  |     |     |
| SO           | 6  | Dejan Lovren    |     |     |
| LO           | 3  | Danijel Pranjić |     |     |
| SZ           | 10 | Luka Modrić     |     |     |
| SZ           | 7  | Ivan Rakitić    |     |     |
| PK           | 4  | Ivan Perišić    |     | 78' |
| ÚZ           | 19 | Sammir          |     | 72' |
| LK           | 18 | Ivica Olić      |     | 69' |
| SÚ           | 17 | Mario Mandžukić |     |     |
| Nahrazující: |    |                 |     |     |
| ÚT           | 22 | Eduardo         | 89' | 69' |
| ZÁ           | 20 | Mateo Kovačić   |     | 72' |
| ÚT           | 16 | Ante Rebić      |     | 78' |
| Trenér:      |    |                 |     |     |
| Niko Kovač   |    |                 |     |     |

| Muž zápasu: Mario Mandžukić Asistenti rozhodčího: Bertino Cunha Tiago Trigo Čtvrtý rozhodčí: Walter López Pátý rozhodčí: Leonel Leal |

### Kamerun vs Brazílie
Oba týmy se spolu utkaly v předchozích čtyřech utkáních, včetně základní skupiny na Mistrovství světa 1954, kdy Brazílie zvítězila 3:0. Naposledy se střetnuli v základní skupině Konfederačního poháru FIFA 2003, kdy Kamerun gólem Samuela Eto'a vyhrál 1:0.
| 23. června 2014 22:00 |        |                                          |                                                                                   |
| Kamerun               | 1 : 4  | Brazílie                                 | Estádio Nacional Mané Garrincha, Brasília diváci: 69 112 rozhodčí: Jonas Eriksson |
| Matip 26'             | Zpráva | Neymar 17', 35' Fred 49' Fernandinho 84' | Estádio Nacional Mané Garrincha, Brasília diváci: 69 112 rozhodčí: Jonas Eriksson |

| Kamerun | Brazílie |

|              |    |                          |     |     |
|              |    |                          |     |     |
| BR           | 16 | Charles Itandje          |     |     |
| PO           | 22 | Allan Nyom               |     |     |
| SO           | 3  | Nicolas N'Koulou (c)     |     |     |
| SO           | 21 | Joël Matip               |     |     |
| LO           | 12 | Henri Bedimo             |     |     |
| DZ           | 7  | Landry N'Guémo           |     |     |
| SZ           | 17 | Stéphane Mbia            | 80' |     |
| SZ           | 18 | Eyong Enoh               | 11' |     |
| PK           | 13 | Eric Maxim Choupo-Moting |     | 81' |
| LK           | 8  | Benjamin Moukandjo       |     | 58' |
| SÚ           | 10 | Vincent Aboubakar        |     | 72' |
| Nahrazující: |    |                          |     |     |
| ZÁ           | 20 | Edgar Salli              | 76' | 58' |
| ÚT           | 15 | Pierre Webó              |     | 72' |
| ZÁ           | 11 | Jean Makoun              |     | 81' |
| Trenér:      |    |                          |     |     |
| Volker Finke |    |                          |     |     |

|                     |    |                  |  |     |
|                     |    |                  |  |     |
| BR                  | 12 | Júlio César      |  |     |
| PO                  | 2  | Daniel Alves     |  |     |
| SO                  | 3  | Thiago Silva (c) |  |     |
| SO                  | 4  | David Luiz       |  |     |
| LO                  | 6  | Marcelo          |  |     |
| DZ                  | 17 | Luiz Gustavo     |  |     |
| PZ                  | 8  | Paulinho         |  | 46' |
| LZ                  | 11 | Oscar            |  |     |
| PK                  | 7  | Hulk             |  | 63' |
| LK                  | 10 | Neymar           |  | 71' |
| SÚ                  | 9  | Fred             |  |     |
| Nahrazující:        |    |                  |  |     |
| ZÁ                  | 5  | Fernandinho      |  | 46' |
| ZÁ                  | 16 | Ramires          |  | 63' |
| ZÁ                  | 19 | Willian          |  | 71' |
| Trenér:             |    |                  |  |     |
| Luis Felipe Scolari |    |                  |  |     |

| Muž zápasu: Neymar Asistenti rozhodčího: Mathias Klasenius Daniel Wärnmark Čtvrtý rozhodčí: Svein Oddvar Moen Pátý rozhodčí: Kim Haglund |

### Chorvatsko vs Mexiko
Oba týmy se spolu utkaly ve třech předchozích zápasech, včetně základní skupiny na Mistrovství světa 2002, kdy Mexiko zvítězilo 1:0.
| 23. června 2014 22:00 |        |                                        |                                                                  |
| Chorvatsko            | 1 : 3  | Mexiko                                 | Arena Pernambuco, Recife diváci: 41 212 rozhodčí: Ravšan Irmatov |
| Perišić 87'           | Zpráva | Márquez 72' Guardado 75' Hernández 82' | Arena Pernambuco, Recife diváci: 41 212 rozhodčí: Ravšan Irmatov |

| Chorvatsko | Mexiko |

|              |    |                 |     |     |
|              |    |                 |     |     |
| BR           | 1  | Stipe Pletikosa |     |     |
| PO           | 11 | Darijo Srna (c) |     |     |
| SO           | 5  | Vedran Ćorluka  |     |     |
| SO           | 6  | Dejan Lovren    |     |     |
| LO           | 2  | Šime Vrsaljko   |     | 58' |
| SZ           | 7  | Ivan Rakitić    | 9'  |     |
| SZ           | 3  | Danijel Pranjić |     | 74' |
| PK           | 4  | Ivan Perišić    |     |     |
| ÚZ           | 10 | Luka Modrić     |     |     |
| LK           | 18 | Ivica Olić      |     | 69' |
| SÚ           | 17 | Mario Mandžukić |     |     |
| Nahrazující: |    |                 |     |     |
| ZÁ           | 20 | Mateo Kovačić   |     | 58' |
| ÚT           | 16 | Ante Rebić      | 89' | 69' |
| ÚT           | 9  | Nikica Jelavić  |     | 74' |
| Trenér:      |    |                 |     |     |
| Niko Kovač   |    |                 |     |     |

|                |    |                     |     |     |
|                |    |                     |     |     |
| BR             | 13 | Guillermo Ochoa     |     |     |
| SO             | 2  | Francisco Rodríguez |     |     |
| SO             | 4  | Rafael Márquez (c)  | 39' |     |
| SO             | 15 | Héctor Moreno       |     |     |
| PKO            | 22 | Paul Aguilar        |     |     |
| LKO            | 7  | Miguel Layún        |     |     |
| DZ             | 23 | José Juan Vázquez   | 66' |     |
| SZ             | 6  | Héctor Herrera      |     |     |
| SZ             | 18 | Andrés Guardado     |     | 84' |
| DÚ             | 10 | Giovani dos Santos  |     | 62' |
| SÚ             | 19 | Oribe Peralta       |     | 79' |
| Nahrazující:   |    |                     |     |     |
| ÚT             | 14 | Javier Hernández    |     | 62' |
| ZÁ             | 21 | Carlos Peña         |     | 79' |
| ZÁ             | 8  | Marco Fabián        |     | 84' |
| Trenér:        |    |                     |     |     |
| Miguel Herrera |    |                     |     |     |

| Muž zápasu: Rafael Márquez Asistenti rozhodčího: Abduchamidullo Rasulov Bachadyr Kochkarov Čtvrtý rozhodčí: Néant Alioum Pátý rozhodčí: Djibril Camara |